# عملية الأمم المتحدة في ساحل العاج
عملية الأمم المتحدة في ساحل العاج (UNOCI) هي إحدى بعثات حفظ السلام التابعة للأمم المتحدة وحلف شمال الأطلسي في ساحل العاج كان هدفها «تسهيل تنفيذ الأطراف الإيفوارية لاتفاقية السلام التي وقعت في يناير 2003» (والتي تهدف إلى إنهاء الحرب الأهلية الإيفوارية). كان حزبا ساحل العاج الرئيسيان هما قوات الحكومة التي تسيطر على جنوب البلاد، والقوات الجديدة (المتمردون السابقون)، التي تسيطر على الشمال. هدفت عمليات البعثة إلى السيطرة على «منطقة ثقة» في وسط البلاد تفصل بين الطرفين. كان رئيس البعثة والممثل الخاص للأمين العام هي النيجيرية عائشة مينداودو خلفا لبيرت كوندرز من هولندا في عام 2013 الذي خلف هو نفسه تشوي يونغ جين من كوريا الجنوبية في عام 2011. وانتهت المهمة رسميًا في 30 يونيو 2017.
كانت الميزانية المعتمدة للفترة يوليو 2016 - يونيو 2017 هي 153,046,000 دولار. قفيما كان آخر قرار لمجلس الأمن التابع للأمم المتحدة هو القرار 2284 لعام 2016.